# Wadu Xiang (socken i Kina)
Wadu Xiang (kinesiska: 瓦渡, 瓦渡乡) är en socken i Kina. Den ligger i provinsen Yunnan, i den sydvästra delen av landet, omkring 330 kilometer väster om provinshuvudstaden Kunming. Antalet invånare är 24 013. Befolkningen består av 11 759 kvinnor och 12 254 män. Barn under 15 år utgör 20,0 %, vuxna 15-64 år 69 %, och äldre över 65 år 9,0 %.
Genomsnittlig årsnederbörd är 1 054 millimeter. Den regnigaste månaden är juli, med i genomsnitt 311 mm nederbörd, och den torraste är januari, med 6 mm nederbörd.